# Işıkkale
Koordinaten: 36° 26′ 22″ N, 34° 0′ 34″ O

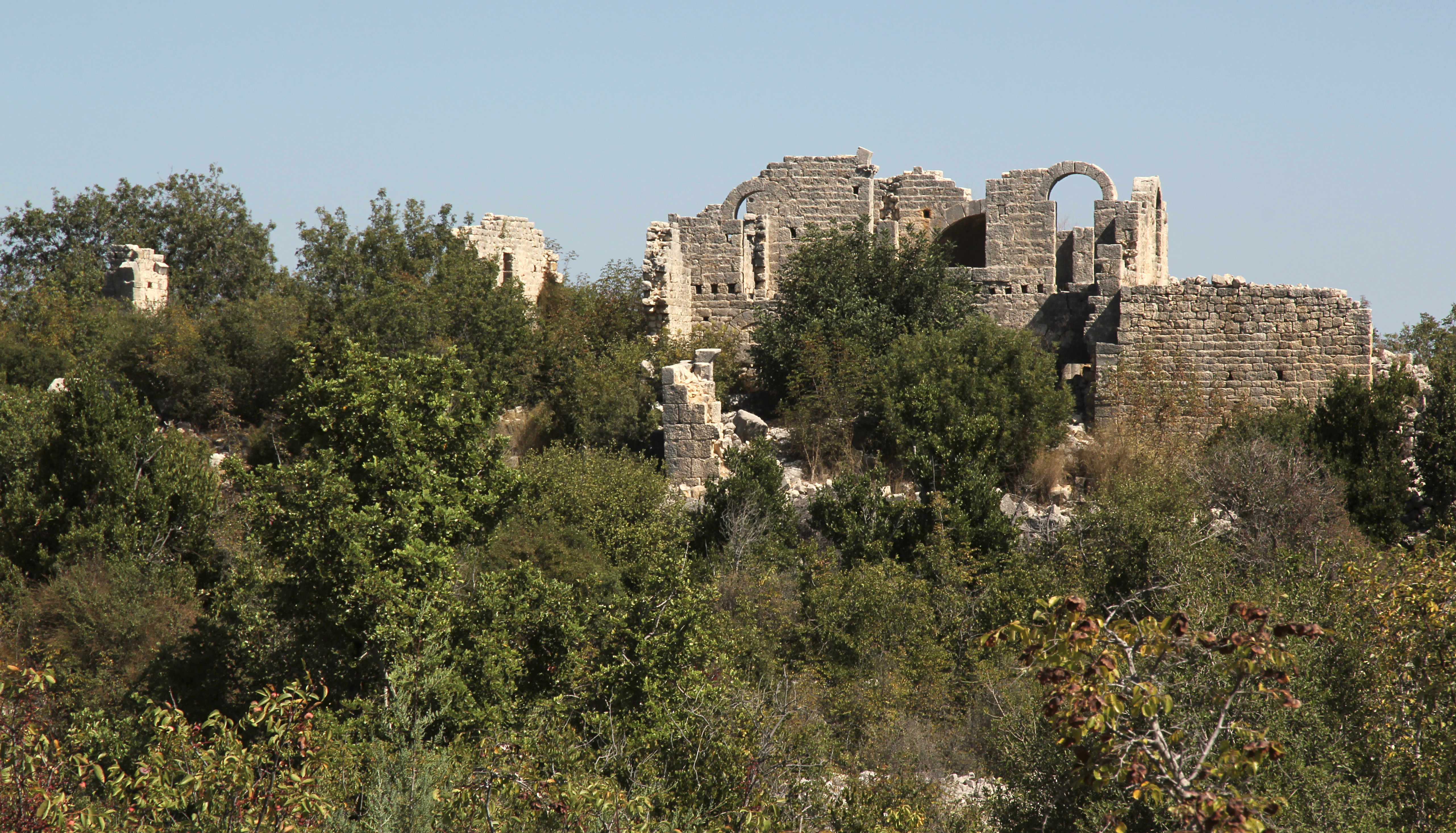
Basilika von Işıkkale von Westen

Işıkkale ist der türkische Name einer Ruinenstätte im Rauen Kilikien, die von römischer bis in byzantinische Zeit besiedelt war.

## Lage
Işıkkale liegt im bergigen Hinterland von Seleukia am Kalykadnos, dem heutigen Silifke, im gleichnamigen Landkreis der türkischen Provinz Mersin, etwa zehn Kilometer nordöstlich der Kreisstadt und sieben Kilometer nordwestlich von Atakent. Es befindet sich auf der Westseite des Yenibahçe-Tals, einen Kilometer nördlich der etwas größeren Siedlung Karakabaklı aus der gleichen Zeit, an der Straße, die vom antiken Korasion (heute Atakent) am Mittelmeer über İmamlı und Keşlitürkmenli nach Uzuncaburç (in der Antike Olba und Diokaisareia) führt. Etwa 600 Meter nördlich zweigt ein Feldweg zu der Doline Aşağı Dünya ab, wo eine weitere antike Siedlung liegt, wenig später folgt bei Kültesir ein Weg zur Villa rustica von Sinekkale.

## Forschungsgeschichte
Işıkkale wurde zuerst in den 1970er Jahren von dem türkischen Byzantinisten Semavi Eyice im Rahmen eines Inventarisierungsprogramms der byzantinischen Hinterlassenschaften im Raum Seleukia am Kalykadnos beschrieben. Friedrich Hild und Hansgerd Hellenkemper besuchten den Ort in den 1980er Jahren. Ina Eichner führte in den Jahren 1998–2000 und 2003 ein Surveyprojekt zur Aufnahme frühbyzantinischer Wohnhäuser in Kilikien durch und hat dabei auch Häuser in Işıkkale untersucht und neu vermessen. Die türkische Byzantinistin Günder Varinlioğlu erforschte bei einem Survey der Siedlungen westlich des Yenibahçe-Tals 2003–2007 ebenfalls Karakabaklı und Işıkkale.

## Beschreibung

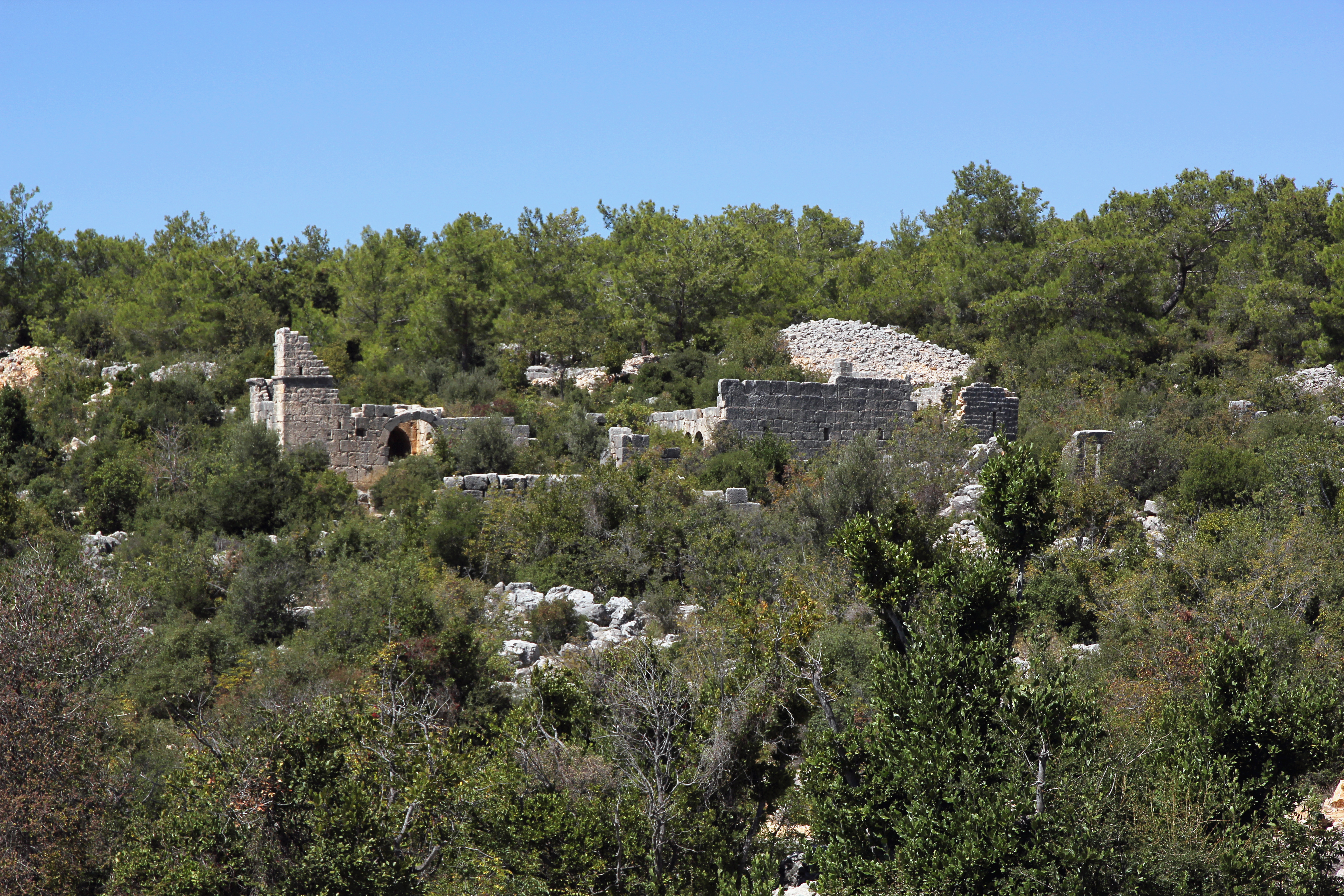
Gebäudekomplex zwischen den Ortsteilen

Die Kleinstadt besteht aus zwei von einer Senke geteilten Ortsteilen, die etwa 200 Meter voneinander entfernt liegen. Sie waren durch eine noch in Teilen erhaltene gepflasterte Straße verbunden und sind heute durch die moderne Straße getrennt. Nach Varinlioğlu sind sie als einzelne Weiler entstanden, ein Komplex von drei größeren Gebäuden dazwischen, die möglicherweise administrative oder kommerzielle Funktion hatten, ist später errichtet worden. Die Wohnhäuser in beiden Teilen sind eingeschossig, eng gestaffelt und nach keinem erkennbaren Plan gebaut. Zum westlichen Ortsteil gehört eine Nekropole mit zahlreichen Sarkophagen.
Im östlichen Teil steht eine dreischiffige Basilika von 25 × 30 Metern mit Narthex im Westen. Ihre Apsis geht nach Osten, daneben liegen zwei Pastophorien, die über einen Gurtbogen in zwei Räume geteilt sind und ebenfalls über eine kleine Apsis verfügen. Die Schiffe sind durch von jeweils vier Säulen gestützte Arkaden getrennt. Im Süden schließt sich an die Kirche eine große gedeckte Zisterne an. In ihrer Umgebung liegen nochmals Sarkophage, von denen einer mit Girlanden, Blättern und Tauben geschmückt ist.
Günder Varinlioğlu, die unter anderem die Mauertechniken in Işıkkale untersuchte, fand sowohl polygonales wie auch isodomes Mauerwerk und Kleinquadermauern vor. Durch den Vergleich mit anderen Fundorten datiert sie daraus folgernd die Entstehung des Ortes in die Zeit vom späten 4. bis zum frühen 6. Jahrhundert. Für die Basilika, die in den Hauptmauern und im unteren Bereich in Quadermauerwerk sowie in den oberen Teilen mit Kleinquadern gemauert ist, gibt sie die erste Hälfte des 6. Jahrhunderts an.

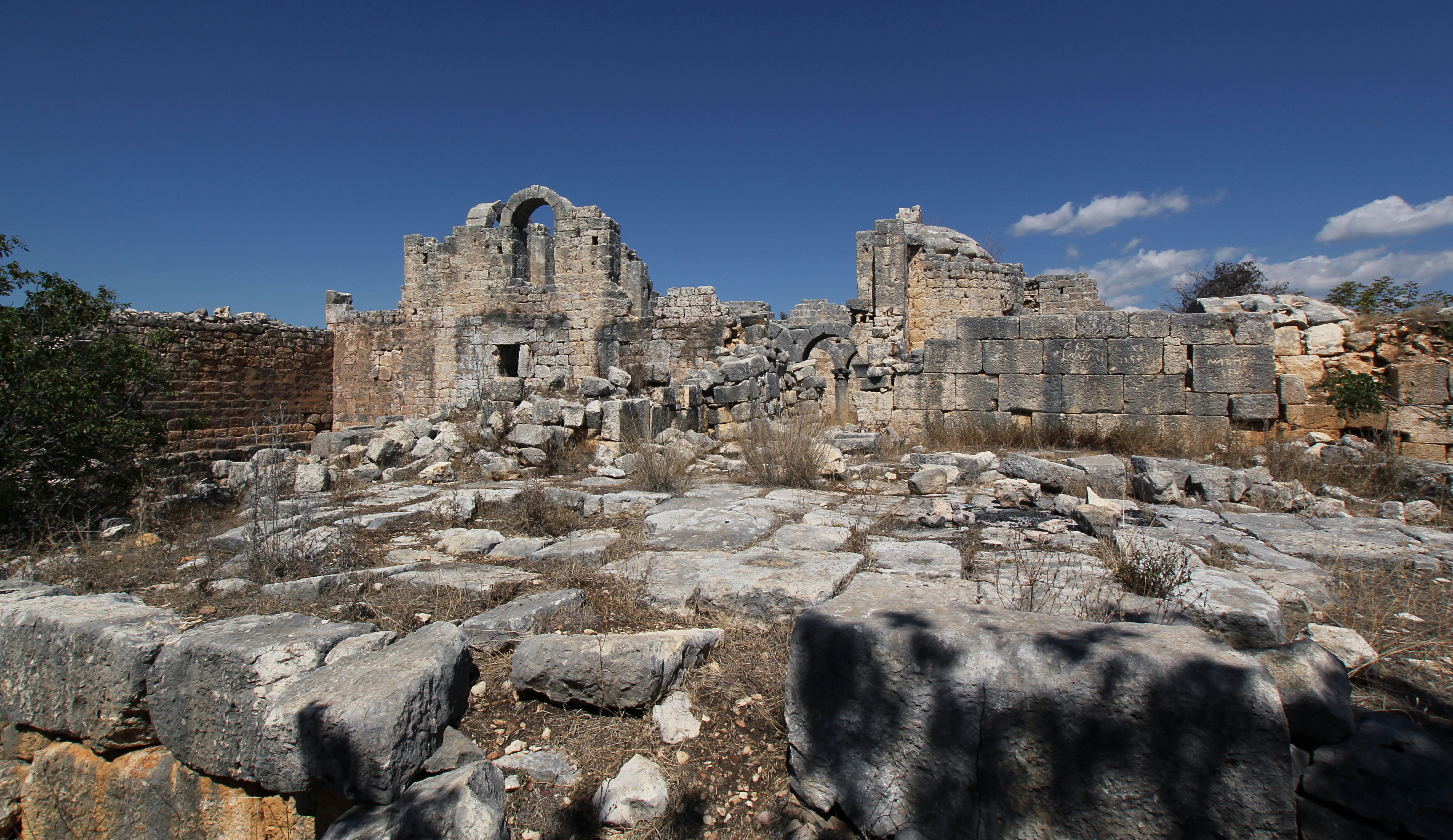
Kirche von Süden mit Zisterne im Vordergrund
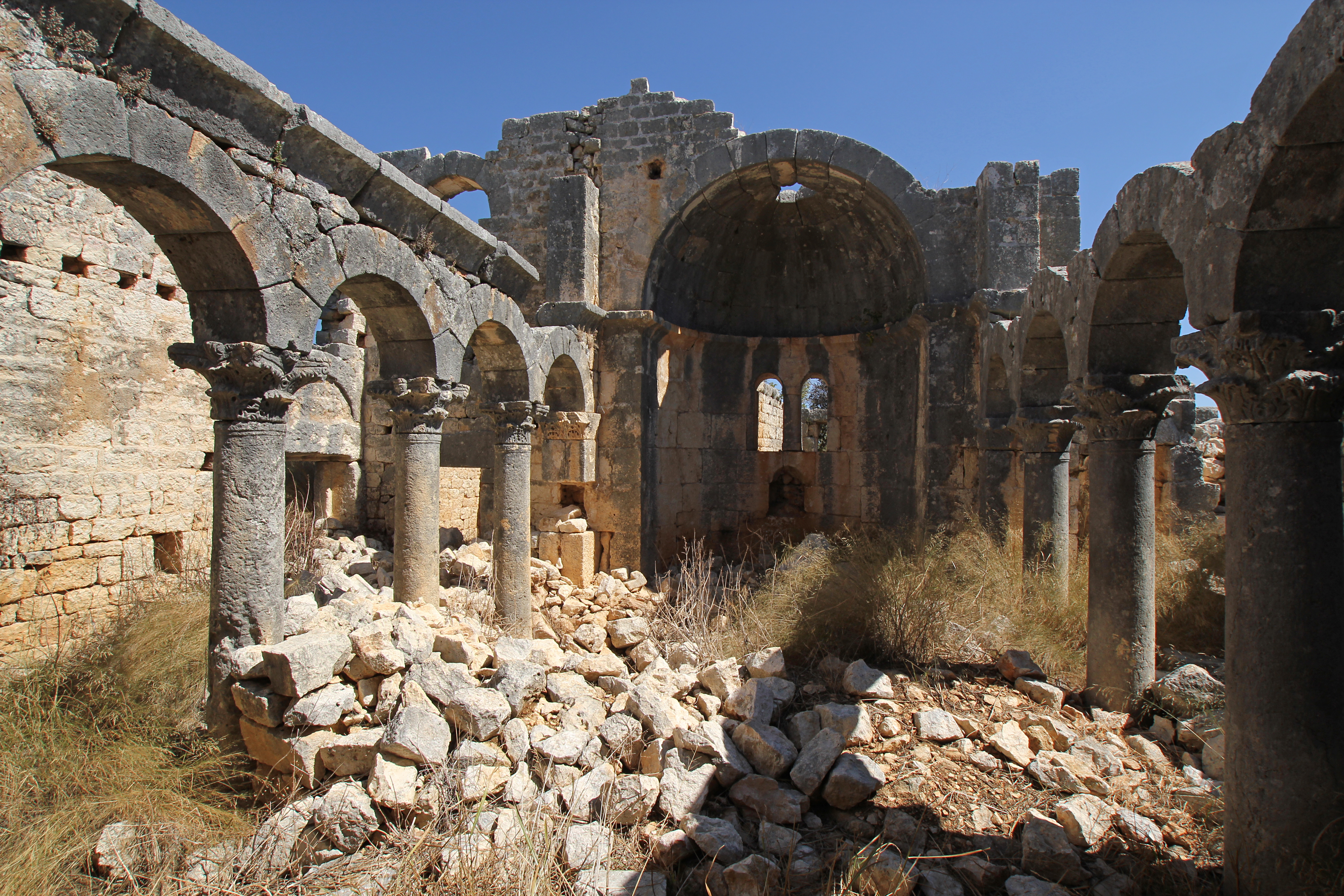
Mittelschiff mit Apsis von Westen
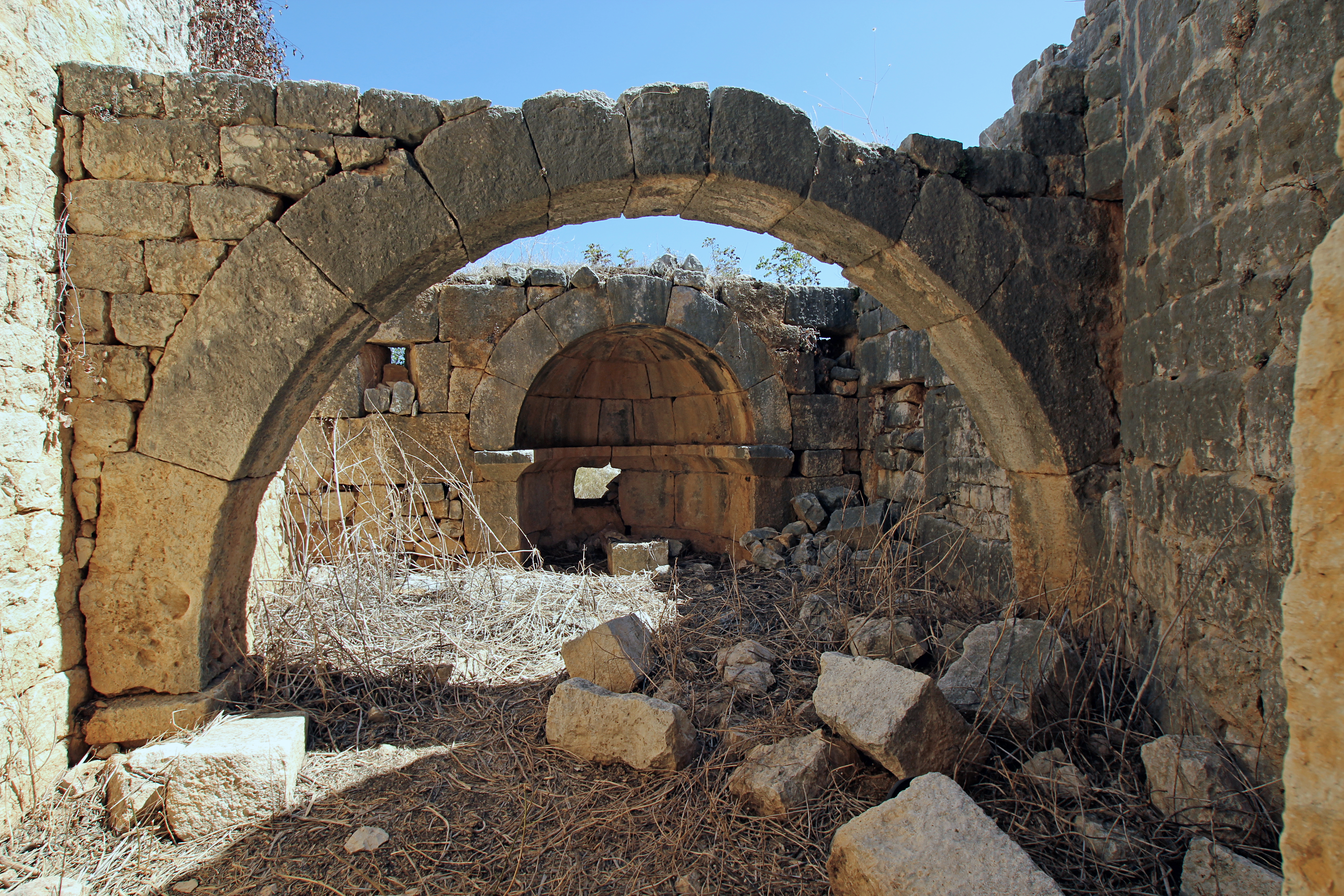
Nördliches Pastophorion
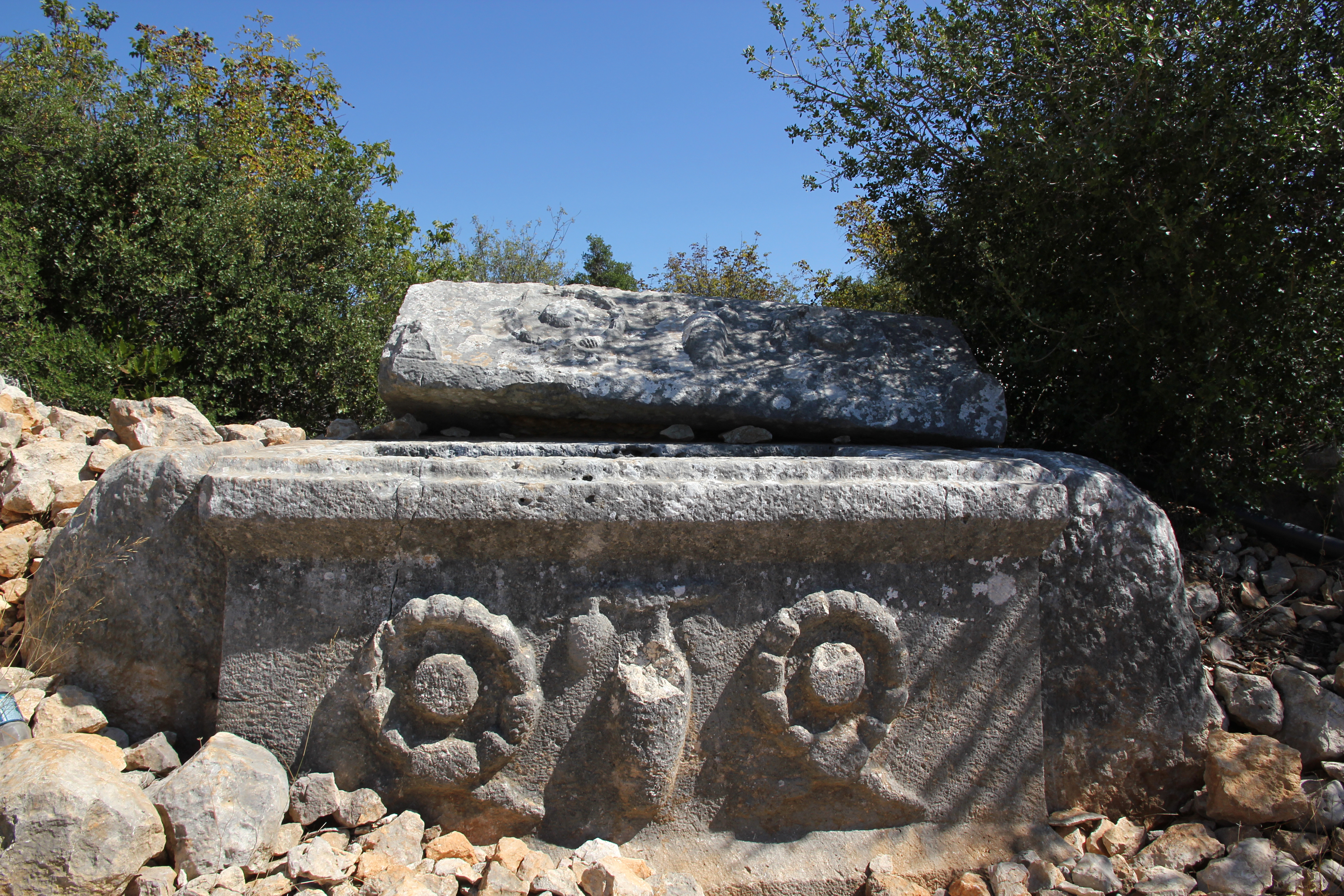
Geschmückter Sarkophag